# باول هيغينز
باول هيغينز (بالإنجليزية: Paul Higgins)‏ هو ممثل بريطاني، ولد في 1964 في المملكة المتحدة.

## أعمال

### أفلام
- (2018) رسول

### مسلسلات
- يوتوبيا

## وصلات خارجية
- باول هيغينز على موقع IMDb (الإنجليزية)
- باول هيغينز على موقع قاعدة بيانات الفيلم (الإنجليزية)